# Chanelle Van Nguyen
Chanelle Van Nguyen (* 19. Januar 1994 in Miami) ist eine US-amerikanische Tennisspielerin.

## Karriere
Van Nguyen spielt bislang fast ausschließlich Turniere auf der ITF Women’s World Tennis Tour, wo sie bisher einen Einzel und zwei Doppeltitel gewinnen konnte.

## College Tennis
Von 2011 bis 2015 spielte Van Nguyen für die Damentennismannschaft der Bruins der University of California (UCLA).

## Turniersiege

### Einzel
| Nr. | Datum            | Turnier       | Kategorie | Belag     | Finalgegnerin | Ergebnis |
| --- | ---------------- | ------------- | --------- | --------- | ------------- | -------- |
| 1.  | 5. Dezember 2021 | Santo Domingo | ITF W15   | Hartplatz | Dasha Ivanova | 6:1, 6:1 |

### Doppel
| Nr. | Datum             | Turnier       | Kategorie   | Belag     | Partnerin       | Finalgegnerinnen                                          | Ergebnis |
| --- | ----------------- | ------------- | ----------- | --------- | --------------- | --------------------------------------------------------- | -------- |
| 1.  | 12. November 2011 | Montego Bay   | ITF $10.000 | Hartplatz | Kelsey Laurente | Elizabeth Ferris Chalena Scholl                           | 6:2, 6:4 |
| 2.  | 4. Dezember 2021  | Santo Domingo | ITF W15     | Hartplatz | Dasha Ivanova   | Maria Fernanda Herazo Gonzalez María Paulina Pérez García | 6:4, 6:3 |